# Hélesmes
Hélesmes est une commune française située dans le département du Nord (59), en région Hauts-de-France.

## Géographie

### Localisation
| Wandignies-Hamage | Hasnon    |         |
| Hornaing          | Hélesmes  | Wallers |
|                   | Escaudain |         |

### Hydrographie

#### Réseau hydrographique
La commune est située dans le bassin Artois-Picardie. Elle est drainée par la Grande Traitoire, le Courant d'Helesmes, la Fercotte, le Courant d'Heurteau, le Marais et divers autres petits cours d'eau,.
La Grande Traitoire  est un canal, chenal et un cours d'eau naturel non navigable, d'une longueur de 24 km, qui prend sa source dans la commune de Pecquencourt et se jette  dans la Scarpe canalisée à Château-l'Abbaye, après avoir traversé onze communes. 

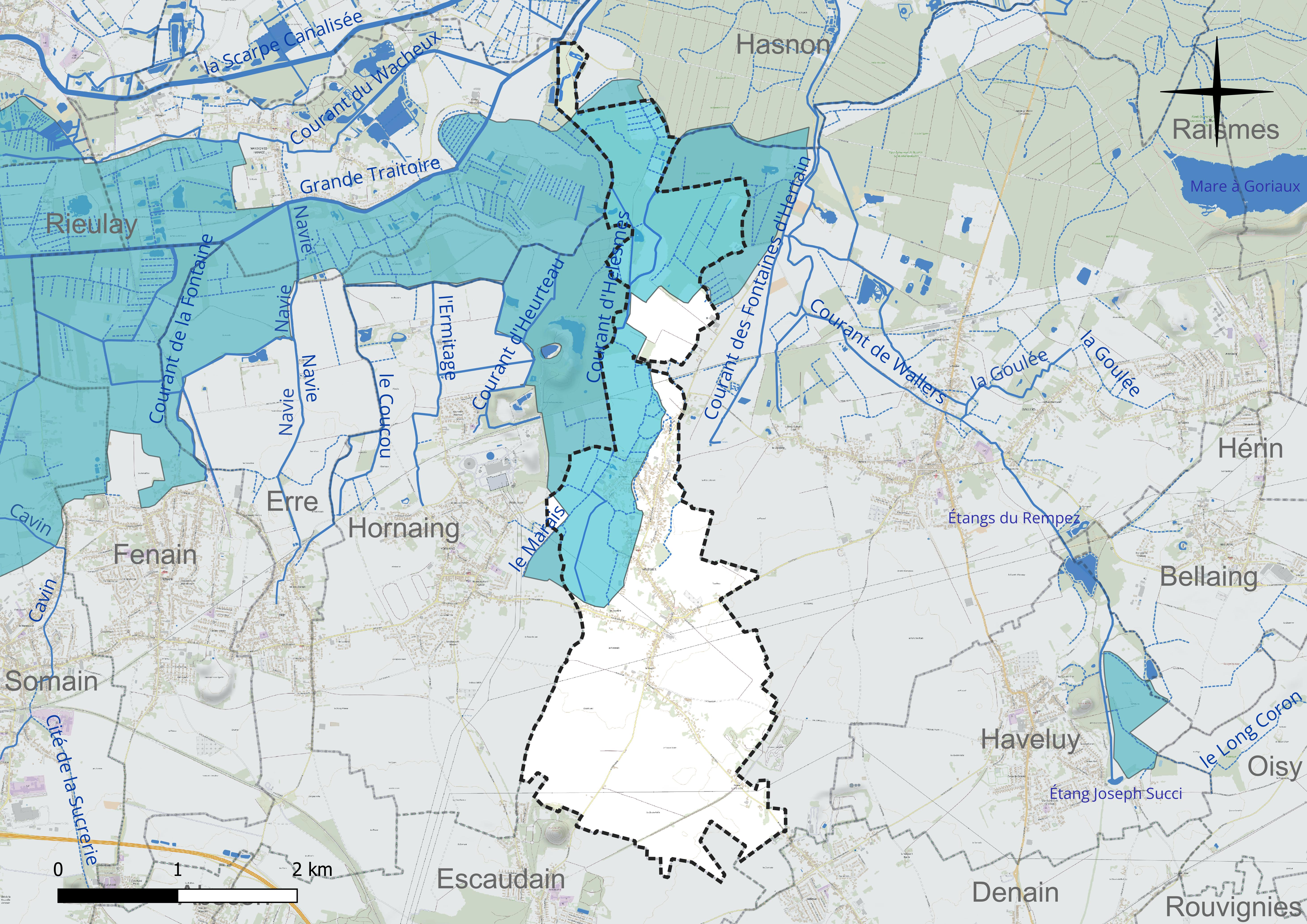
Réseau hydrographique d'Hélesmes.

#### Gestion et qualité des eaux
Le territoire communal est couvert par le schéma d'aménagement et de gestion des eaux (SAGE) « Scarpe aval ». Ce document de planification concerne un territoire de 624 km2 de superficie, délimité par le bassin versant de la Scarpe aval, comprenant la Pévèle, la plaine de la Scarpe et le bassin minier avec l'Ostrevent. Le périmètre a été arrêté le 18 mars 1997 et le SAGE proprement dit a été approuvé le 12 mars 2009, puis révisé le 5 juillet 2021. La structure porteuse de l'élaboration et de la mise en œuvre est le parc naturel régional Scarpe-Escaut. 
La qualité des cours d'eau peut être consultée sur un site dédié géré par les agences de l'eau et l'Agence française pour la biodiversité. 

### Climat
Pour des articles plus généraux, voir Climat des Hauts-de-France et Climat du Nord.
En 2010, le climat de la commune est de type climat océanique dégradé des plaines du Centre et du Nord, selon une étude du CNRS s'appuyant sur une série de données couvrant la période 1971-2000. En 2020, Météo-France publie une typologie des climats de la France métropolitaine dans laquelle la commune est exposée à un climat océanique et est dans la région climatique  Nord-est du bassin Parisien, caractérisée par un ensoleillement médiocre, une pluviométrie moyenne régulièrement répartie au cours de l'année et un hiver froid (3 °C).
Pour la période 1971-2000, la température annuelle moyenne est de 10,6 °C, avec une amplitude thermique annuelle de 14,7 °C. Le cumul annuel moyen de précipitations est de 694 mm, avec 12,5 jours de précipitations en janvier et 9,3 jours en juillet. Pour la période 1991-2020, la température moyenne annuelle observée sur la station météorologique la plus proche, située sur la commune de Valenciennes à 12 km à vol d'oiseau, est de 11,0 °C et le cumul annuel moyen de précipitations est de 694,1 mm,. Pour l'avenir, les paramètres climatiques de la commune estimés pour 2050 selon différents scénarios d'émission de gaz à effet de serre sont consultables sur un site dédié publié par Météo-France en novembre 2022.

## Urbanisme

### Typologie
Au 1er janvier 2024, Hélesmes est catégorisée ceinture urbaine, selon la nouvelle grille communale de densité à sept niveaux définie par l'Insee en 2022.
Elle appartient à l'unité urbaine de Valenciennes (partie française), une agglomération internationale regroupant 56  communes, dont elle est une commune de la banlieue,,. Par ailleurs la commune fait partie de l'aire d'attraction de Valenciennes (partie française), dont elle est une commune de la couronne,. Cette aire, qui regroupe 102 communes, est catégorisée dans les aires de 200 000 à moins de 700 000 habitants,.

### Occupation des sols
L'occupation des sols de la commune, telle qu'elle ressort de la base de données européenne d'occupation biophysique des sols Corine Land Cover (CLC), est marquée par l'importance des territoires agricoles (74,7 % en 2018), en diminution par rapport à 1990 (77,2 %). La répartition détaillée en 2018 est la suivante : 
terres arables (70,4 %), forêts (13 %), zones urbanisées (10,9 %), prairies (4,3 %), milieux à végétation arbustive et/ou herbacée (1,4 %). L'évolution de l'occupation des sols de la commune et de ses infrastructures peut être observée sur les différentes représentations cartographiques du territoire : la carte de Cassini (XVIIIe siècle), la carte d'état-major (1820-1866) et les cartes ou photos aériennes de l'IGN pour la période actuelle (1950 à aujourd'hui).

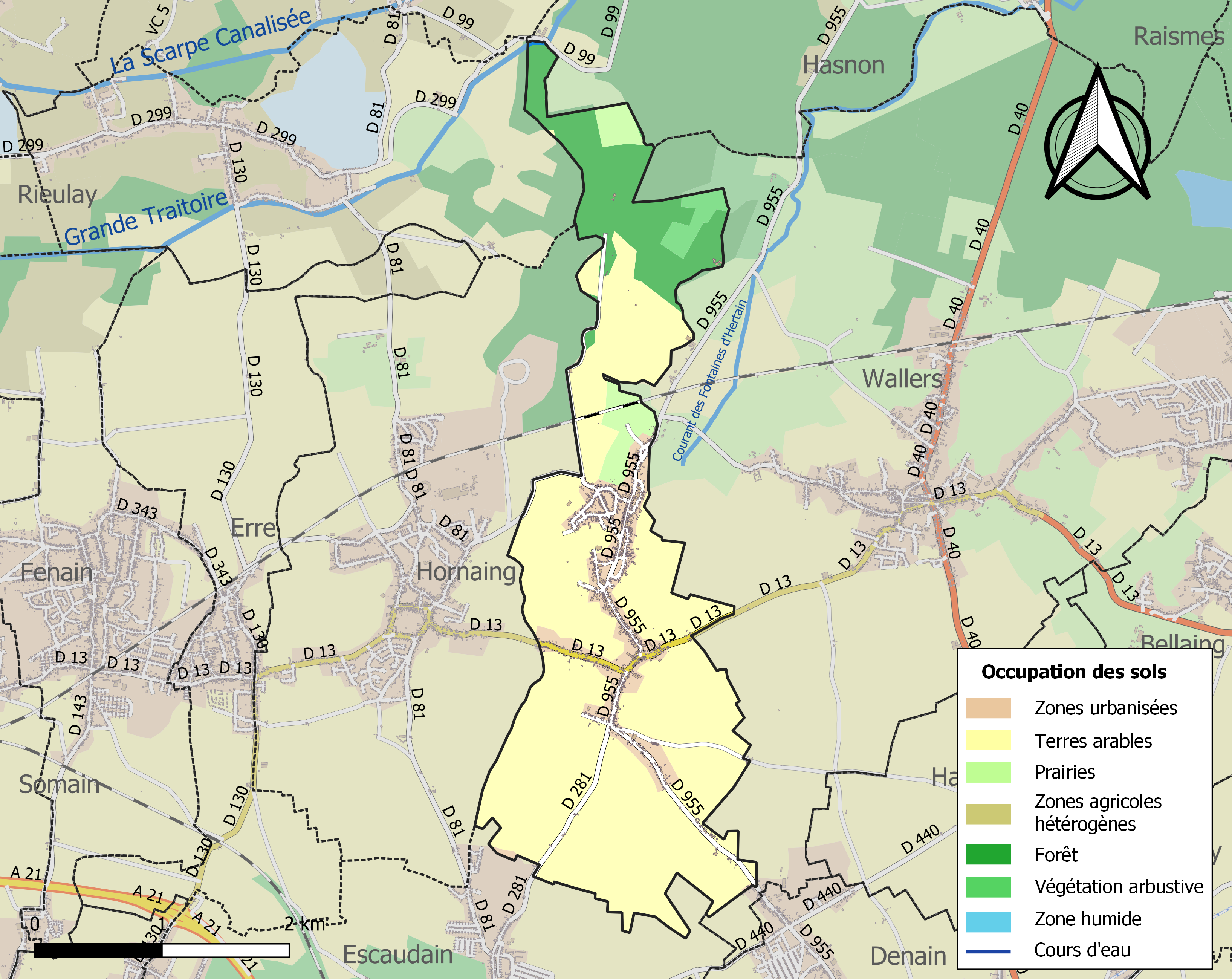
Carte des infrastructures et de l'occupation des sols de la commune en 2018 (CLC).

### Voies de communications et transports
La commune est desservie par la ligne 106 du réseau urbain Transvilles.

## Toponymie
Helemna, titre de l'abbaye de Saint-Amand ; 847. Helemmœ, Tournoi d'Anchin ; 1096. Helemiœ, cartulaire de Saint-Amand ; 111. Hielesmes, Henry de velenciennes.

## Histoire
Le village est mentionné pour la première fois le 23 mars 847, dans une donation faite par le roi Charles le Chauve sur le nom "Helemna" pour l'abbaye de Saint-Amand (Regesta Imperii I., no. 562).
En 899, Charles le Simple confirme la donation.
En 1119, le pape Calixte II autorise la possession de l'autel d'Hélesmes à la même abbaye à qui l'avait donné Lambert, évêque d'Arras.

## Politique et administration

### Liste des maires

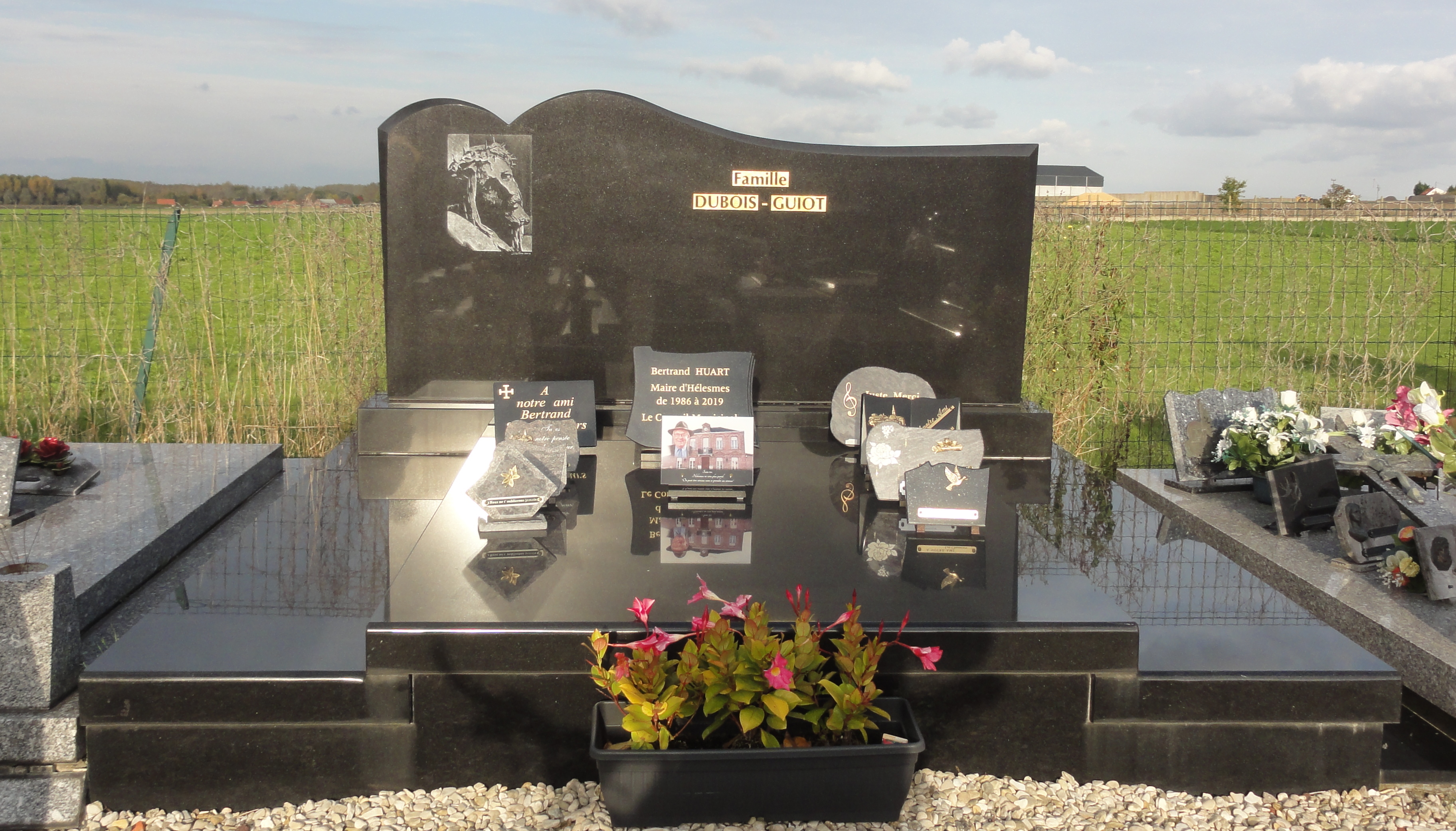
Tombe de Bertrand Huart au cimetière d'Hélesmes.

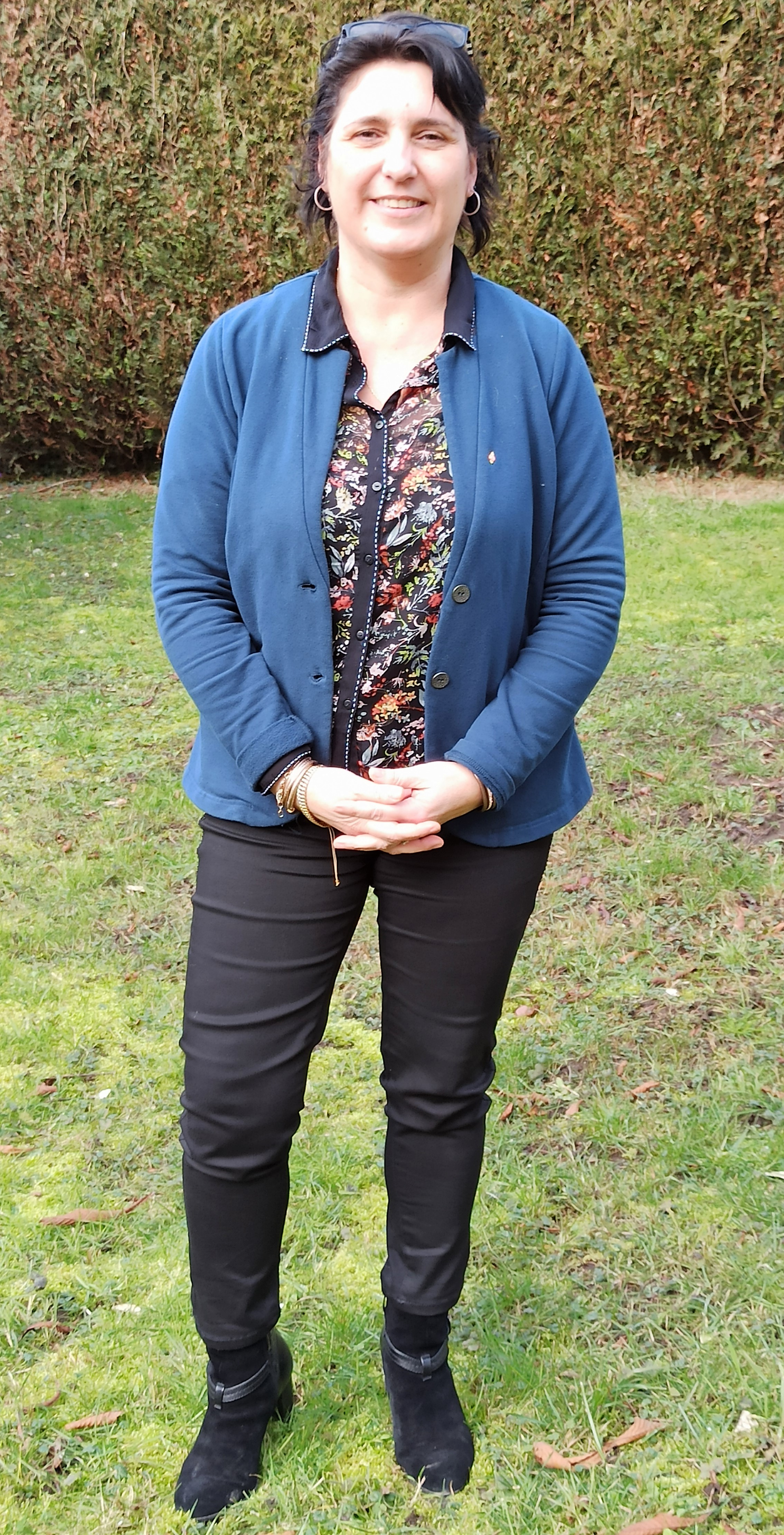
Stéphanie Hugues, née le 17 novembre 1975, maire de Hélesmes depuis le 28 mai 2020

Maire de 1802 à 1807 : Varlet,.
| Identité                                                | Période        | Période                                   | Durée                     | Étiquette                                      |
| Identité                                                | Début          | Fin                                       | Durée                     | Étiquette                                      |
| ------------------------------------------------------- | -------------- | ----------------------------------------- | ------------------------- | ---------------------------------------------- |
| Justin Guiot (d) (27 février 1876 - 19 octobre 1938)    | 1919           | 19 octobre 1938 (mort en cours de mandat) | 19 ans                    | Section française de l'Internationale ouvrière |
| Narcisse Delrot (d)                                     | 1938           | 1951                                      | 13 ans                    |                                                |
| René Bastin (d) (27 février 1921 - 13 juin 1986)        |                | mars 1983                                 |                           | Parti communiste français                      |
| Léonce Cardon (d) (26 avril 1926 - 29 septembre 2016)   | mars 1983      | 1986                                      | 3 ans                     | divers gauche                                  |
| Bertrand Huart (d), (12 février 1953 - 28 janvier 2019) | mars 1986      | 28 janvier 2019 (mort en cours de mandat) | 32 ans et 10 mois         | divers droite                                  |
| Marius Baralle (d) (né le 4 juin 1960)                  | 8 février 2019 | 28 mai 2020                               | 1 an, 3 mois et 20 jours  |                                                |
| Stéphanie Hugues (d) (née le 17 novembre 1975)          | 28 mai 2020    | En cours                                  | 4 ans, 9 mois et 14 jours |                                                |

### Instances judiciaires et administratives
La commune relève du tribunal d'instance de Valenciennes, du tribunal de grande instance de Valenciennes, de la cour d'appel de Douai, du tribunal pour enfants de Valenciennes, du conseil de prud'hommes de Valenciennes, du tribunal de commerce de Valenciennes, du tribunal administratif de Lille et de la cour administrative d'appel de Douai.

## Population et société

### Démographie

#### Évolution démographique
L'évolution du nombre d'habitants est connue à travers les recensements de la population effectués dans la commune depuis 1800. Pour les communes de moins de 10 000 habitants, une enquête de recensement portant sur toute la population est réalisée tous les cinq ans, les populations de référence des années intermédiaires étant quant à elles estimées par interpolation ou extrapolation. Pour la commune, le premier recensement exhaustif entrant dans le cadre du nouveau dispositif a été réalisé en 2006.

En 2022, la commune comptait 1 905 habitants, en évolution de −3,54 % par rapport à 2016 (Nord : +0,51 %, France hors Mayotte : +2,11 %).
| 1800 | 1806 | 1821 | 1831 | 1836 | 1841 | 1846 | 1851  | 1856  |
| ---- | ---- | ---- | ---- | ---- | ---- | ---- | ----- | ----- |
| 440  | 553  | 658  | 760  | 849  | 887  | 985  | 1 073 | 1 086 |

| 1861  | 1866  | 1872  | 1876  | 1881  | 1886  | 1891  | 1896  | 1901  |
| ----- | ----- | ----- | ----- | ----- | ----- | ----- | ----- | ----- |
| 1 188 | 1 217 | 1 226 | 1 306 | 1 334 | 1 405 | 1 453 | 1 494 | 1 584 |

| 1906  | 1911  | 1921  | 1926  | 1931  | 1936  | 1946  | 1954  | 1962  |
| ----- | ----- | ----- | ----- | ----- | ----- | ----- | ----- | ----- |
| 1 662 | 1 759 | 1 615 | 1 677 | 1 657 | 1 641 | 1 616 | 1 782 | 2 018 |

| 1968  | 1975  | 1982  | 1990  | 1999  | 2006  | 2011  | 2016  | 2021  |
| ----- | ----- | ----- | ----- | ----- | ----- | ----- | ----- | ----- |
| 2 086 | 2 042 | 1 909 | 1 911 | 1 822 | 1 913 | 1 945 | 1 975 | 1 921 |

| 2022  | - | - | - | - | - | - | - | - |
| ----- | - | - | - | - | - | - | - | - |
| 1 905 | - | - | - | - | - | - | - | - |

#### Pyramide des âges
La population de la commune est relativement jeune.
En 2018, le taux de personnes d'un âge inférieur à 30 ans s'élève à 39,5 %, soit identique à la moyenne départementale (39,5 %). À l'inverse, le taux de personnes d'âge supérieur à 60 ans est de 20,2 % la même année, alors qu'il est de 22,5 % au niveau départemental.
En 2018, la commune comptait 981 hommes pour 1 007 femmes, soit un taux de 50,65 % de femmes, légèrement inférieur au taux départemental (51,77 %).
Les pyramides des âges de la commune et du département s'établissent comme suit.
| Hommes | Classe d’âge | Femmes |
| ------ | ------------ | ------ |
| 0,2    | 90 ou +      | 0,5    |
| 5,9    | 75-89 ans    | 8,3    |
| 11,0   | 60-74 ans    | 14,5   |
| 20,4   | 45-59 ans    | 18,1   |
| 22,2   | 30-44 ans    | 19,8   |
| 16,4   | 15-29 ans    | 15,9   |
| 23,9   | 0-14 ans     | 23,0   |

| Hommes | Classe d’âge | Femmes |
| ------ | ------------ | ------ |
| 0,5    | 90 ou +      | 1,4    |
| 5,3    | 75-89 ans    | 8,1    |
| 14,8   | 60-74 ans    | 16,2   |
| 19,1   | 45-59 ans    | 18,4   |
| 19,5   | 30-44 ans    | 18,7   |
| 20,7   | 15-29 ans    | 19,1   |
| 20,2   | 0-14 ans     | 18     |

## Culture locale et patrimoine

### Lieux et monuments
- Église Saint-Léger du XVIIIe siècle.
- Statue du Sacré Cœur.

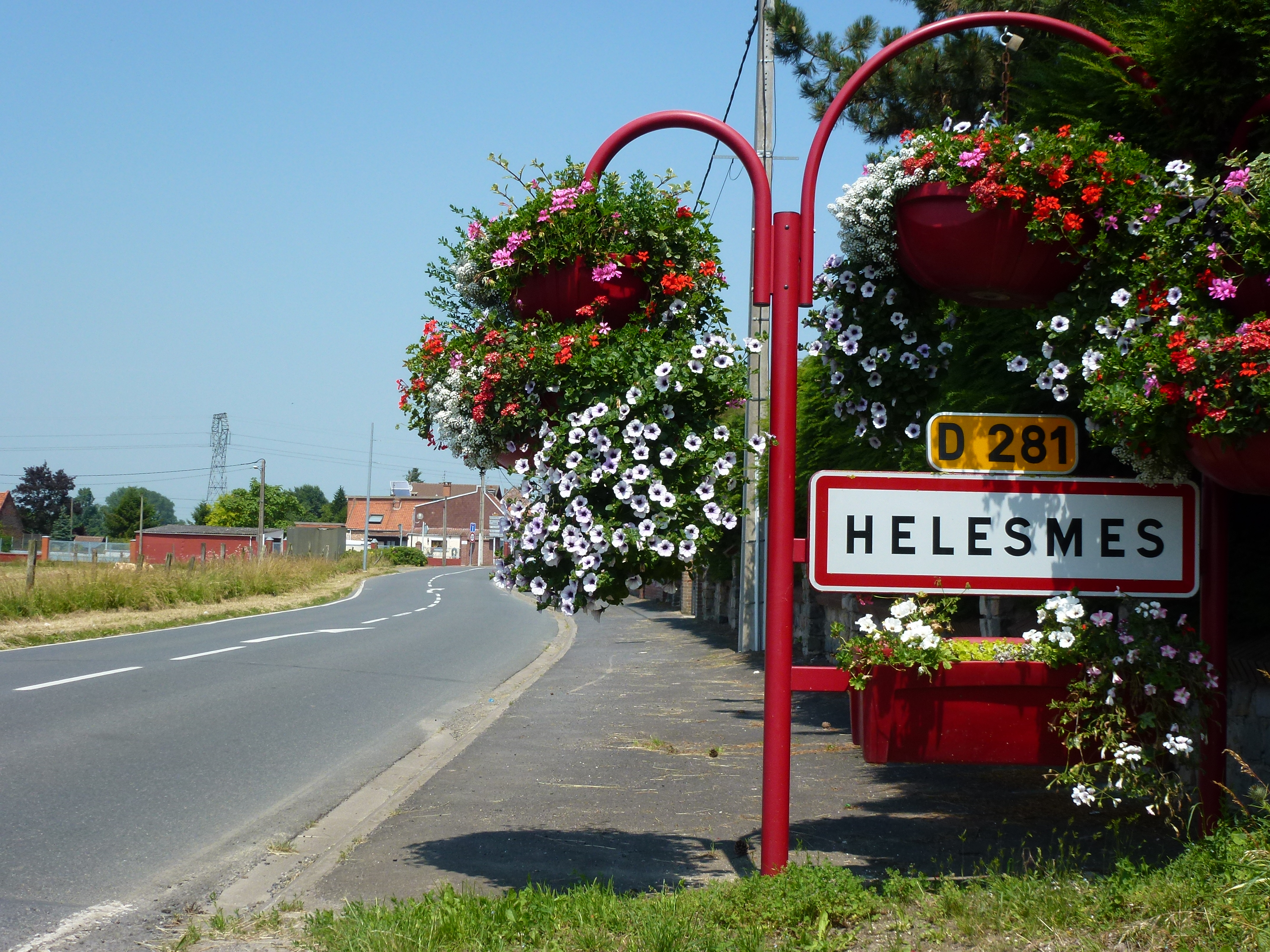
Entrée d'Hélesmes
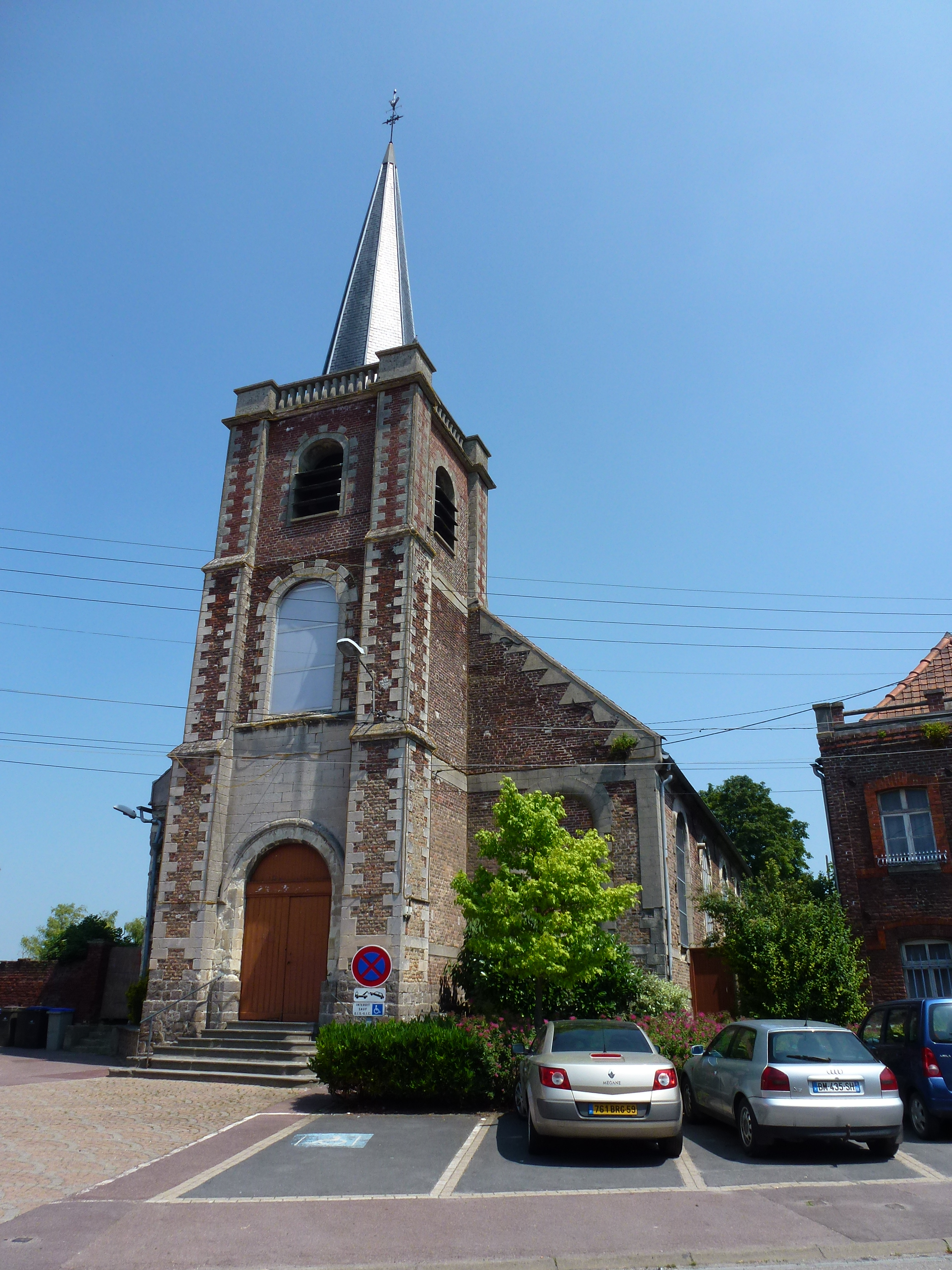
L'église
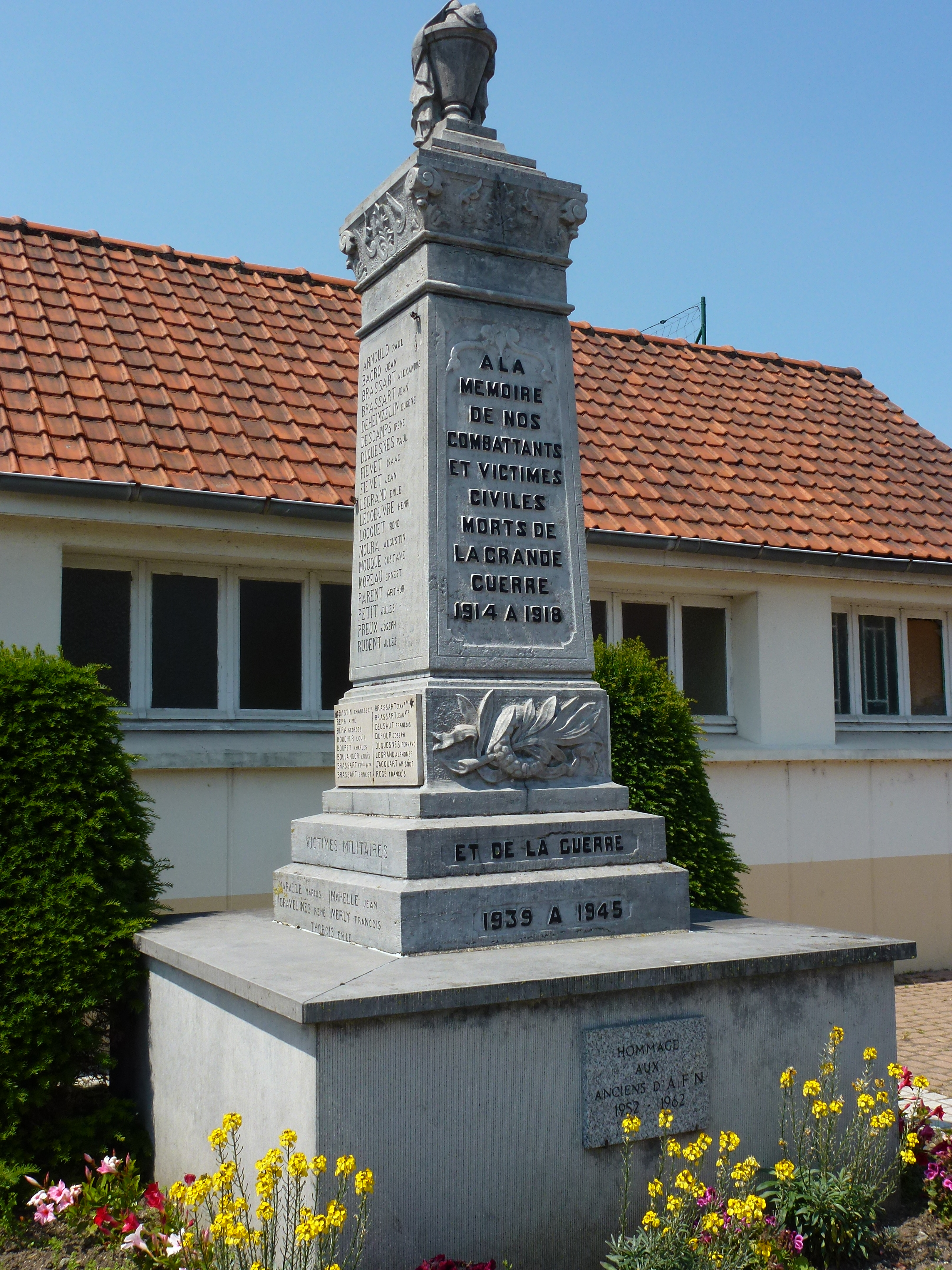
Monument aux morts
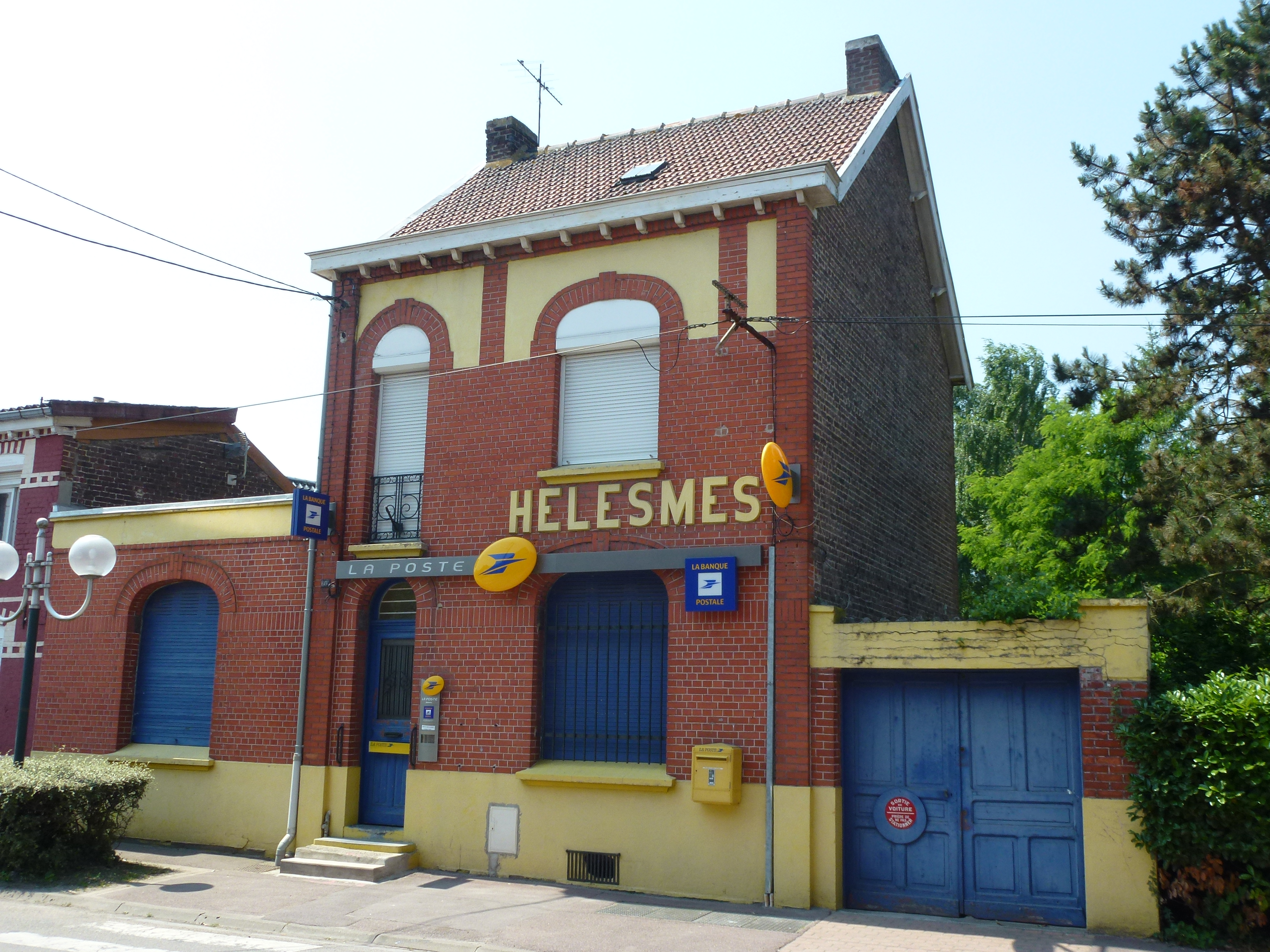
Bureau de Poste

### Personnalités liées à la commune
- Lyenars de Hielesmes, chevalier croisé cité par Henri de Valenciennes, continuateur de Villehardouin.

### Héraldique
|  | Les armes de Hélesmes se blasonnent ainsi : "D'azur semé de fleurs de lys d'or." |

## Pour approfondir